# 고추돌고래
고추돌고래 또는 북방고추돌고래 (Lissodelphis borealis)는 북태평양에서 발견되는 고래하목 참돌고래과의 작은 해양 포유류이다. 북방고추돌고래는 2,000마리 이상 무리를 지어 이동하며, 다른 고래류와 함께 북태평양의 심해에서 서식한다. 고추돌고래속에 속하는 2종의 돌고래 중의 하나로, 남방고추돌고래는 남반구의 더 추운 바다에서 발견된다.